# Russell Square (London Underground)

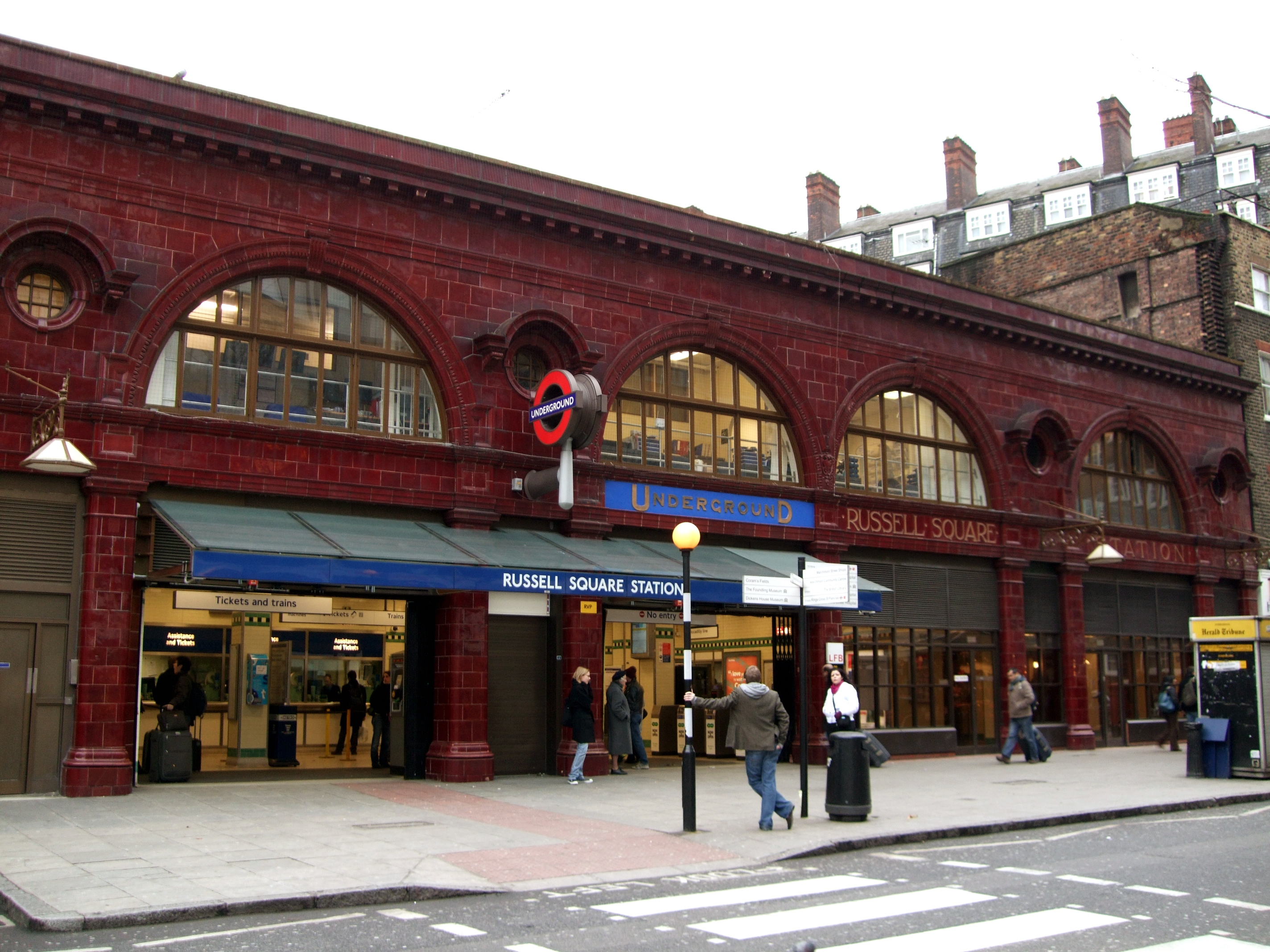
Station Russell Square

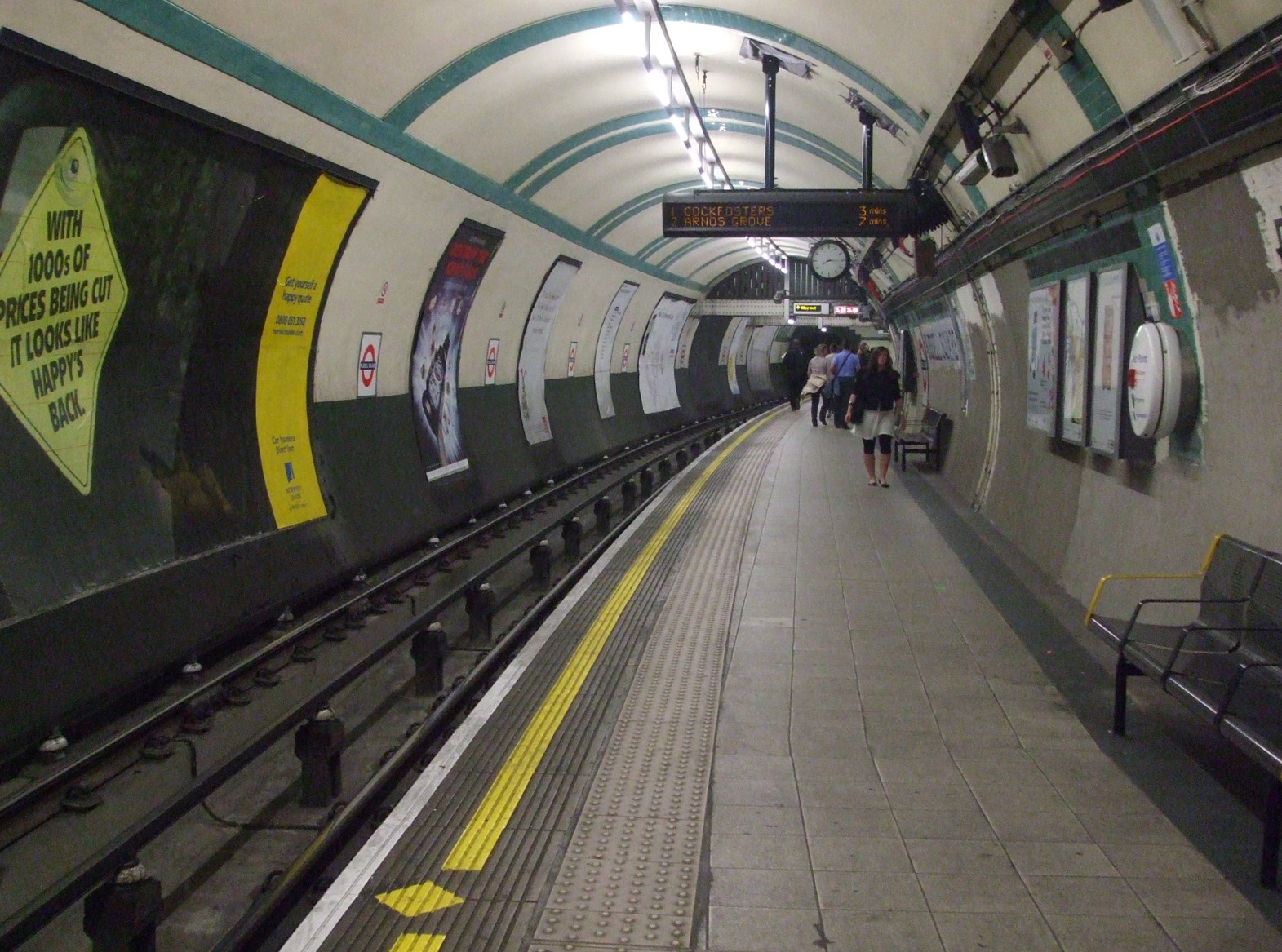
Bahnsteig

Russell Square ist eine unterirdische Station der London Underground. Sie liegt im Stadtbezirk London Borough of Camden und wird durch die Piccadilly Line bedient. Im Jahr 2013 nutzten 12,95 Millionen Fahrgäste die Station. Der Haupteingang befindet sich nicht am Russell Square selbst, sondern in der Nebenstraße Bernard Street. Wichtige Gebäude in der Nähe sind das British Museum und das Birkbeck College der University of London.
Die in der Travelcard-Tarifzone 1 gelegene Station wurde am 15. Dezember 1906 durch die Great Northern, Piccadilly and Brompton Railway eröffnet, der Vorgängergesellschaft der Piccadilly Line. Die Bahnsteige können heute entweder über einen der drei Fahrstühle oder über eine 175-stufige Wendeltreppe erreicht werden. Der verantwortliche Architekt war Leslie Green, der zu Beginn des 20. Jahrhunderts für die Underground Electric Railways Company of London insgesamt 28 Stationen entwarf.
Zwischen den Stationen King’s Cross St. Pancras und Russell Square explodierte am 7. Juli 2005 eine Bombe. In einer koordinierten Aktion zündete ein Selbstmordattentäter einen Sprengsatz in seinem Rucksack. Weitere Bomben explodierten auf der Circle Line bei Aldgate und bei Edgware Road sowie in einem Bus am nahe gelegenen Tavistock Square. Allein im Piccadilly-Zug starben 28 Menschen. Die Linie wurde am 8. Juli teilweise wiedereröffnet, der zentrale Abschnitt zwischen Hyde Park Corner und Arnos Grove blieb jedoch bis zum 4. August geschlossen.